# سرقة فالا فالا 2020
سرقة فالا فالا عام 2020 (بالإنجليزية: 2020 Phala Phala Robbery) أو سطو مزرعة سيريل رامافوزا (Cyril Ramaphosa Farm Burglary) أو فضيحة فارمغيت (Farmgate Scandal) هي عملية سطو على مزرعة ألعاب فالا فالا الخاصة لرئيس جنوب إفريقيا سيريل رامافوزا بالقرب من بيلا بيلا، ليمبوبو، جنوب إفريقيا. وقعت الحادثة في 9 فبراير عام 2020 حيث سُرق مبلغ نقدي غير محدد. زعم آرثر فريزر، حليف الرئيس السابق جاكوب زوما، أنه تمت سرقة حوالي 4 ملايين دولار أمريكي (60 مليون راند) من العملات الأجنبية غير المعلنة. ومع ذلك، أشارت التقارير اللاحقة إلى أن المبلغ المسروق كان بقيمة 580,000 دولارًا أمريكيًا ونفى رامافوزا ارتكاب أي مخالفات وطلب مراجعةً قضائية لتقرير من قِبَل لجنة تم تعيينها من قِبَل برلمان جنوب إفريقيا الذي صدر في عام 2022 متهمًا إياه «سوء الإدارة». انتقدت أحزاب المعارضة ونواب البرلمان التحقيقات في مصدر الأموال واتهموا بنك جنوب إفريقيا الاحتياطي بتقديم تقرير باطل وتستر منهجي. يعتزم التحالف الديمقراطي ملاحقة المحاكم لمواصلة التحقيق في الأمر.

## المضمون
في 1 يونيو من عام 2022، قدم الرئيس السابق لوكالة أمن الدولة والحليف المقرب للرئيس السابق جاكوب زوما، آرثر فريزر، شكوى جنائية ضد سيريل رامافوزا لهزيمة أهداف العدالة بارتكاب انتهاكات لقانون منع الجريمة المنظمة وقانون منع الأنشطة الفاسدة لعام 2004. ذكرت شكوى فريزر أنه تمت سرقة ما مجموعه 4 ملايين دولار أمريكي (أي ما يعادل 62 مليون راند جنوب أفريقي) والتي كانت مخبأة داخل أريكة في منزل رامافوزا في مزرعة ألعاب فالا فالا في ووتربيرغ، ليمبوبو «في أو حوالي» 9 فبراير عام 2020. بالإضافة إلى أن الرئيس لم يبلغ عن الجريمة ذلك أن وجود مثل هذا المبلغ الكبير من العملات الأجنبية لم يتم الإعلان عنه للبنك الاحتياطي على الرغم من وجود القوانين التي تمنع ذلك. زعمت شكوى فريزر أن المشتبه بهم الذين يُفترض تورطهم في السرقة تم اختطافهم واستجوابهم في المزرعة وتم دفع مبالغ لهم مقابل عدم إخبار أي شخص بالحادثة. حددت السلطات الناميبية المشتبه بهم المتورطين في السرقة قبل نشرها على العلن، لكن يُزعم أنها تجاهلت الأمر بعد طلبات من مصادر أمن الدولة في جنوب إفريقيا.
ذكرت مصادر مقربة من الرئيس أنه بينما حدثت سرقة في المزرعة، كان مبلغ الأموال المعنية أقل مما ادعى فريزر وتم الحصول على جميع الأموال بشكل قانوني بعد بيع ماشية أنكول. ذكر رامابوزا أنه لم يبلغ عن الجريمة لأنه لم يرغب في إثارة القلق داخل المجتمع الزراعي وبدلًا من ذلك قامت فرقة الأمن الرئاسي بالتحقيق في السرقة.

## السطو المزعوم 2020
على إثر الادعاء والتهم التي وجهها آرثر فريزر، زُعم أن الأحداث التالية قد وقعت: اكتشفت خادمة تعمل في مزرعة ألعاب فالا فالا وجود عملة أجنبية مخبأة داخل الأثاث. عاشت الخادمة خارج المزرعة في قرية سايفرسكيل. يعيش العديد من الناميبيين هناك ومعظمهم يعود أصلهم إلى أشخاص قاتلوا إلى جانب قوة دفاع جنوب إفريقيا خلال حرب الحدود واستقروا في جنوب إفريقيا بعد عام 1989. ناقشت الخادمة ما رأته مع بعض الجيران وجعلوها على اتصال ببعض الناميبيين الذين يمكن أن يساعدونها، والذين كانوا مقيمين في كيب تاون. وقعت عملية السطو ليلة 9 فبراير عام 2020 في حوالي الساعة 10 مساءً. ادعى فريزر أن الحدث بأكمله تم تسجيله على دائرة تلفزيونية (سي سي تي في). اقتحم اللصوص في البداية الغرفة الخطأ وزُعم أن الخادمة قد ساعدتهم بالدخول إلى الغرفة الصحيحة. بعد عملية السطو، فروا إلى كيب تاون. عندما تم اكتشاف عملية السطو، زُعم أنه تم توريط رئيس وحدة الحماية الرئاسية اللواء والي رود لذا أمر سيريل رامافوزا بالتحقيق. تم تعقب المشتبه بهم في النهاية إلى كيب تاون بعد استجواب الخادمة وفحص هاتفها الخلوي بحثًا عن رسائل متبادلة مع اللصوص. في كيب تاون، قام اللصوص بغسل العملات الأجنبية وتصريفها بعملة الراند في إحدى مكاتب الصرافة الصينية. يدعي فريزر أنه تم استجواب المشتبه بهم، وتم إرجاع الأموال المتبقية ودفع اللصوص مبلغ قيمته 150,000 راند جنوب أفريقي. يُزعم أن واحدًا على الأقل قد تم استجوابه أثناء وجوده في ناميبيا من قِبَل المحقق رود. حدث هذا بسبب التدخل المزعوم لرامافوزا مع الرئيس الناميبي هاكه كينكوب. وزُعم أن الخادمة قد طُردت ثم أعيدت إلى عملها ودُفع لها 150,000 دولار أمريكي.